# Peter Bastard von Geldern
Peter Bastard von Geldern oder von Egmond (englisch Peter Bursterde of Guilders; * 1513 vermutlich in Grave; † zwischen dem 3. und 12. Februar 1566 in Kampen) war Hauptmann und Landsknechtführer in lübisch-oldenburgischen, geldrischen und englischen Diensten.

## Leben
Peter Bastard von Geldern war ein nichteheliches Kind von Karl von Egmond (1467–1538), Herzog von Geldern aus dem Haus Egmond. Seine Mutter war wahrscheinlich Maria van Zuijderstein (* um 1477; † 1538) aus Grave oder Geldern, die mit Karl von Egmond auch die Tochter Anna Bastardin van Geldern (* 1505; † vor 1537) bekommen haben soll. Ein Halbbruder von Peter Bastard von Geldern war Karl Bastard von Geldern (* 1507/08; † 1568), Hauptmann und Maréchal de camp in geldrischen, habsburgischen, französischen und Danziger Diensten. Die Halbschwester Catharina van Gelre (1511–1601) heiratete 1532 Walraven van Arkel († 1557), den Herrn van Heukelom und Waardenburg.

### Schlacht von Helsingborg in der Grafenfehde
Im Frühjahr 1534 hatte der „Bastard von Geldern“ Landgraf Philipp I. „dem Großmütigen“ von Hessen seine Kriegsdienste angeboten. 1535 war Peter Bastard von Geldern Hauptmann eines Lübeck-Oldenburger Fähnleins von Landsknechten in der Grafenfehde, die von Christoph von Oldenburg, einen Cousin des abgesetzten Königs Christian II. von Dänemark, Norwegen und Schweden, gegen Christian III. von Dänemark und Norwegen geführt wurde.

Am 1. Januar 1535 unterzeichneten „Junker Peter“ von Geldern, Michel Bleck (Mikkell Blick) († um 1540), Hins Krocks, Jacob van Utrecht, Sebastian (Bastel) von Jessen (* um 1507/08; † 1535) – ein natürlicher Sohn Friedrichs III. „des Weisen“ von Sachsen –, Jörgen Kock genannt Mynter (= Münzmeister) und Reimer von dem Wolde († 1559), die Hauptleute Christophs von Oldenburg, eine Aufforderung des Grafen Johann VII. von Hoya an Truid Gregersen Ulfstand (1487–1545) in der Festung Varberg in Halland (heute schwedische Provinz Hallands län), sich neutral zu verhalten. Nach einer misslungenen Belagerung von Halmstad durch Christoph von Oldenburg und Johann VII. von Hoya zogen sich die Hauptleute Marx Meyer, Michel Bleck, Peter von Geldern und Jörgen Kock mit ihren Truppen nach Helsingborg zurück. Bei Ängelholm soll Johan Turesson „mit den drei Rosen“ (* um 1490; † 1556), Heerführer Christians III., ein Blutbad unter ihrer Nachhut angerichtet haben.

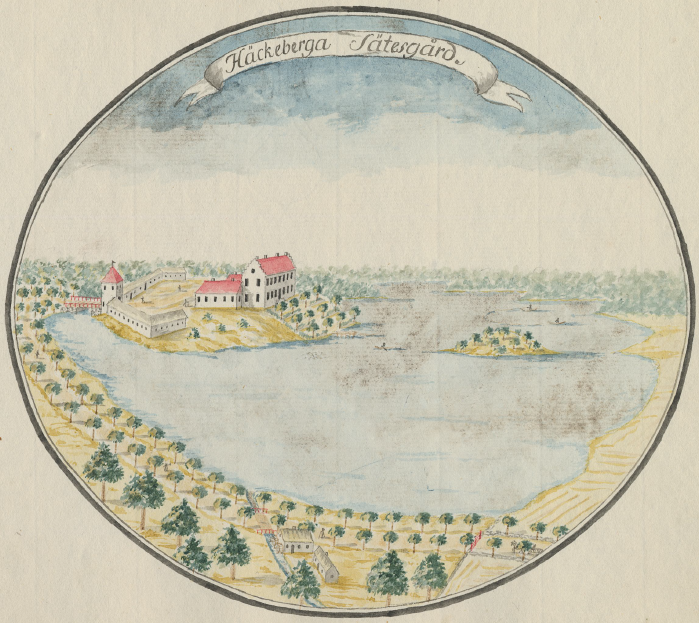
Schloss Häckeberga auf einer Insel im Häckeberga-See

 In Helsingborg residierte der dänische Reichsmarschall Tyge Krabbe (* um 1474; † 1541) als Verbündeter des Grafen Christoph von Oldenburg. Er ließ dessen Truppen jedoch nicht in die eigentliche Festung, sondern sie mussten sich in der offenen Stadt unterhalb des Schlosses lagern. In der Schlacht von Helsingborg am 14. Januar 1535 siegten die Schweden unter Johan Turesson. Krabbe wechselte die Seite und richtete seine Geschütze gegen die bisherigen Verbündeten. 60–80 Landsknechte fielen, und etwa 900 wurden gefangen genommen, auch „Marcus Meyer,… Michel Block, vnd Juncker Peter van gelleren“. Johann VII. von Hoya hatte sich rechtzeitig abgesetzt und war mit Wulf Gyler († 1562) über den Sund nach Dänemark geflohen. Jörgen Kock genannt Mynter und Sebastian von Jessen entkamen nach der Schlacht mit einem Boot nach Landskrona. Peter Bastard von Geldern konnte aus dem Gewahrsam des Reichsrates Holger Gregersen Ulfstand († 1542) aus Schloss Häckeberga in Schonen fliehen, indem er sich an einem zerrissenen Laken durch ein Fenster abseilte.

### Geldern
Beim Abschluss des Ehevertrags von Elisabeth von Bueren († vor 1557) – einer natürlichen Enkelin Karls von Egmont – mit dem bergh'schen Landdrosten Cracht van Camphuysen († vor 1546) fungierte ihr Onkel „Peter van Gelre, Bastard“ als einer der Siegelzeugen. Claeß Vyghe (Claes Vijgh) (1505–1581), der Stiefvater der Jungfer Elisabeth von Bueren hatte in erster Ehe die Witwe Adrians von Bueren (1495–1527), † Anna van Gelre, Bastard (* 1505; † 1527/37 oder 1568), Peters Schwester, geheiratet.
1537/38 wird „Peter Bastard van Gelre“ als geldrischer Statthalter zu Tiel in der Betuwe erwähnt. Sein Vater Herzog Karl von Egmond starb 1538. Dessen Testamentsvollstrecker waren Graf Joost von Bronckhorst-Borculo, Graf Christoph von Moers und Saarwerden und Rat Zeger van Arnhem (1502–1557). Sie übertrugen 1539 Peter Bastard von Geldern und seinem Halbbruder Adolf Bastard von Geldern († nach 1549) zu gleichen Teilen den Zehnten in Groot-Driel (heute Maasdriel), der früher dem Propst des Oud-Munster zu Utrecht gehört hatte. Adolf verkaufte seinen Anteil 1544.

### In englischen Diensten
„Petter van Gelder“ (Peter Bastard of Geldres) stand 1545/46 im Dienst Heinrichs VIII. von England. Schon vor dem Frühjahr 1545 war er zweimal in England gewesen und hatte sich gegenüber Heinrich VIII. verpflichtet, in Deutschland 2000 Mann für den Dienst gegen Frankreich anzuwerben. Im März 1545 forderte Heinrich VIII. in einem Brief weitere 1000 Soldaten und 1000 Seeleute an.
Die volle Zahl von 3000 Mann wurde erreicht, als Soldaten, die im Oldenburgischen und in Mecklenburg für Albrecht VII. von Mecklenburg (Maykelborow) gesammelt worden waren, der einen Angriff auf König Gustav I. Wasa von Schweden geplant hatte, nicht mehr benötigt und im Juni im Feldlager zwischen Büchen und Dalldorf im Herzogtum Sachsen-Lauenburg an Peter Bastard von Geldern übergeben wurden.
2000 Mann des Bastards von Geldern sollten von dem englischen Musterungs-Kommissar John Dymock (* um 1493; † 1585) über Bremen, Hamburg und Lübeck mit Schiffen nach Calais befördert werden. Nachdem der anfängliche Widerstand der Herzöge von Holstein und des Herzogs Ernst I. von Braunschweig-Lüneburg gegen ihren Durchzug beseitigt war – angeblich durch die Vermittlung Dänemarks –, lagen die Truppen im Juli 1545 vor Bremen und litten unter Mangel an Verpflegung und Sold. Dymock konnte die Soldaten nicht verschiffen, weil er die finanziellen Forderungen der Schiffskapitäne nicht erfüllen wollte.  Peter Bastard von Geldern bemühte sich um Passbriefe im Herzogtum Kleve, weil er England 1200 Mann, die an den Grenzen von Friesland und Oberyssel lagen, durch das Gebiet der Spanischen Niederlande zuführen wollte. 4 oder 5 Fähnlein des Bastards von Geldern wurden jedoch am 14. oder 15. Juli 1545 von Reitern des Erzbischofs Christoph von Braunschweig-Wolfenbüttel von Bremen zerstreut. Sie marodierten anschließend in den Grafschaften Bentheim (Beyntons) und Tecklenburg.
„Petter van Gelder“ war zunächst nicht nach Bremen gekommen, wie er Dymock im Juni in Antwerpen versprochen hatte, weil er in Lingen (Lynge) vom Graf Konrad von Tecklenburg-Schwerin (Tayckelborowe) verhaftet und erst nach dem Versprechen freigelassen wurde, dem Grafen für die von der Armee verursachten Schäden bis zu einem bestimmten Tag eine Entschädigung von 2000 Angelots zu zahlen. Der Graf von Tecklenburg verzichtete auf die Durchsetzung seiner Forderung, als er erfuhr, dass Peter Bastard von Geldern im Auftrag des englischen Königs handelte. Ende Juli war Peter Bastard von Geldern in Bremen und bot an, neue Männer anzuwerben. Er sah sich Anfeindungen von John Dymock, angeworbenen Soldaten, Musterungsschreiber Claus Tapphorn (Nicholas Taphoren) († nach 1558) oder dem kaiserlichen Diplomaten Cornelius Scepperus (1501–1555) ausgesetzt. Peter Bastard von Geldern verwahrte sich in einem Schreiben an Heinrich VIII. gegen alle Vorwürfe.

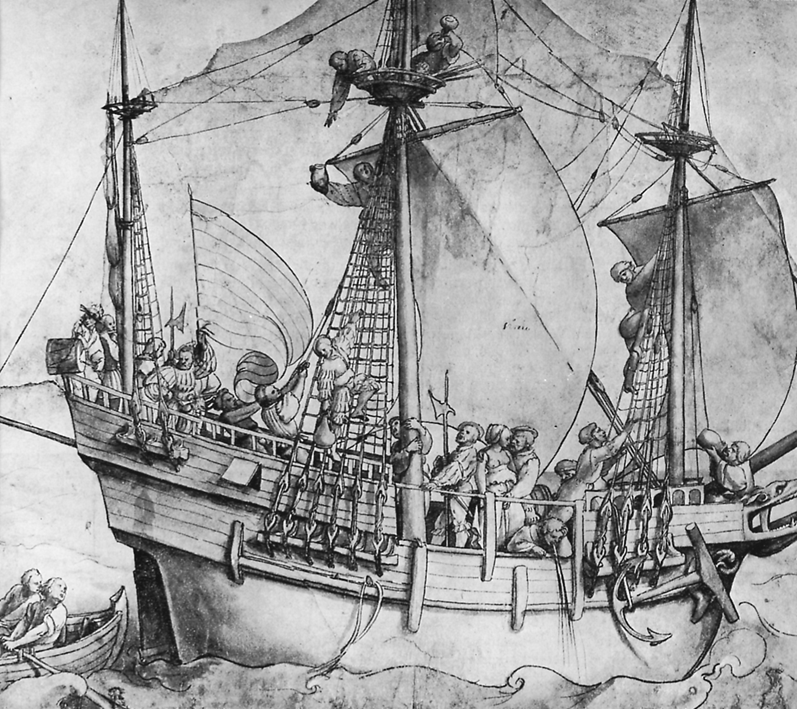
Karacke mit Landsknechten, Hans Holbein der Jüngere, um 1533

Im Sommer 1545 hatte Kaiser Karl V. untersagt, in Deutschland Soldaten für ausländische Monarchen anzuwerben. Das Edikt wurde vom Reichserzkanzler Albrecht von Brandenburg, Erzbischof von Mainz, öffentlich proklamiert und auch Peter Bastard von Geldern und anderen Kapitänen mitgeteilt. Der Hamburger Senat war danach nicht mehr zur Verschiffung von Soldaten über seinen Hafen bereit und empfahl, nach Emden auszuweichen. Der Präsident des habsburgischen Geheimen Rates Loys (Lodewijk) de Schore († 1548) drohte Peter Bastard von Geldern an, dass man für unzulässige Rekrutierungen gehängt werde. Im Juli 1545 verbreitete der Landsknechtführer Erasmus von der Hauben (Asmus Vander Hoeve) († nach 1552) das Gerücht, Peter von Geldern sei getötet worden. Asmus von der Hauben hatte im Herbst 1543 mit Peters Halbbruder Karl Bastard von Geldern bei den kaiserlichen Truppen im Hennegau gedient.
Im August 1545 sammelten die Kapitäne Friedrich von Reiffenberg (1515–1595), Goddert (Godefroi) von Bocholtz (Buckhold) (1520–1577) zu Pesch (Pechss), Eitel Wolff von Gudenberg d. Ä. († nach 1549) und „Peter von Gueldres“ Truppen für Heinrich VIII. bei Koblenz (Confluence) und Sayn – Reiffenberg besaß dort ein Burghaus –, um sie innerhalb von 14 Tagen in die englischen Stützpunkte Boulogne-sur-Mer (Boloyn) oder Calais zu bringen. Landgraf Philipp I. von Hessen berichtete Heinrich VIII., dass Herzog Heinrich II. von Braunschweig-Lüneburg-Wolfenbüttel, unterstützt mit französischem Geld, das Unternehmen von Reiffenberg und „Petrus a Geldern“ zu sabotieren versuche, um das Geschäft seinem Neffen Franz I. von Sachsen-Lauenburg zuzuschanzen. Dymock stand offenbar mit den Lauenburgern im Einvernehmen.
Im Frühjahr 1546 überwarf sich Peter van Geldern mit Herzog Philipp „dem Streitbaren“ von Pfalz-Neuburg, der von Heinrich VIII. ein Patent als Oberst erhalten hatte. Nach einer Aussöhnung wollte Herzog Philipp ihn im April 1546 in Antwerpen dann doch zum Kapitän einer Abteilung von Fußsoldaten im Dienst des englischen Königs annehmen. „Peter Bursterde of Guilders“ stand im Juli 1546 auf der englischen Soldliste. Peters Halbbruder Karl Bastard von Geldern diente etwa zur selben Zeit auf der Gegenseite König Franz I. von Frankreich.
Nach dem Friedensschluss (Vertrag von Ardres) zwischen England und Frankreich am 7. Juni 1546 trat Friedrich von Reiffenberg mit seinen Truppen in die Dienste Landgraf Philipps I. von Hessen, nach dessen Niederlage im Schmalkaldischen Krieg in die Dienste des französischen Königs Heinrich II. Möglicherweise schloss sich wie andere seiner Offiziere auch der Kapitän Peter Bastard van Geldern Oberst Reiffenberg an.

### Letzte Jahre
In den Jahren 1543 bis 1557 waren Peter und Adolf Bastarde von Geldern wegen ihrer Schulden gezwungen, verschiedene Prozesse um den Besitzes des Zehnten in Groot-Driel zu führen. Peter Bastard von Geldern bevollmächtigte 1543 Jan Steenhouwer in Arnhem und 1544 seinen ältesten Bruder Karl, ihn rechtlich zu vertreten. Peter Bastard von Geldern erhielt seit 1557 eine von Kaiser Karl V. ausgesetzte geldrische Pension von 300 Pfund. 1557 strengte er einen Prozess gegen den Schultheiss von Driel an. Er lebte 1561 in Kampen, wo er ein Haus am Burgwal besaß, das er 1565 an seinen Nachbarn Jasper van Breda (Bredael) verkaufte. 1564 bezeugten Peter Bastard von Geldern und der Lübecker Domherr Georg Michaelis (Jürgen Mychgielsen) († nach 1593) einen Vergleich zwischen dem Komtur Philipp von Rosenbach († nach 1583) der Johanniterkommende Arnhem und Pfarrer Remigius Top († nach 1573) von Spankeren. Anfang Februar 1566 lag „Joncker Peter van Gelre“ krank in Kampen im Haus des Wilhem Germers, war nicht mehr ansprechbar und starb wenige Tage darauf. Am 13. Februar wurde er in der Kampener Bovenkerk im Grab des Goesen van Voerst beigesetzt.

## Familie
Peter Bastard von Geldern hatte mit Lye zu Ray (Raey; Rade; Venrode = Venray) einen Sohn Karl „das Kind“ (Kairl Kyndt), der 1531 getauft wurde. Der Rentmeister im Oberquartier Roermond Jacob van Dombach übernahm stellvertretend für den Großvater Herzog Karl von Egmont die Patenschaft. Peters Tochter Catharina van Geldern (* 1535 oder 1538; † nach 1569) heiratete Johann (Jan) van Lynden († nach 1569), den Herrn von Boelenham, Sohn von Jasper van Lynden zu Hemmen und Blitterswijck und Anna van Bronckhorst.